# Henryk Krawczyk (chemik)
Henryk Krawczyk (ur. 1948 w Łodzi, zm. 18 grudnia 2017) – polski chemik, profesor, specjalizujący się w chemii związków fosforoorganicznych.

## Życiorys
Po ukończeniu studiów magisterskich w 1970 roku rozpoczął pracę na Wydziale Chemicznym Politechniki Łódzkiej w Instytucie Chemii Organicznej. W latach 1979–1980 odbył staż naukowy na Uniwersytecie Nowej Południowej Walii w Australii. W latach 1985–1989 pracował w australijskiej firmie Nufarm na stanowisku senior research chemist, gdzie prowadził badania nad syntezą pestycydów. Jest twórcą nowej metody wytwarzania powszechnie stosowanego herbicydu glifosatu, co pozwoliło na obniżenie kosztów produkcji o 20%. W swoich badaniach naukowych zajmował się syntezą asymetryczną, chemią organiczną związków fosforu i ich zastosowaniem w syntezie produktów naturalnych i związków biologiczne aktywnych.
Pochowany na cmentarzu w Łodzi – Łagiewnikach.